# يربوع مصري كبير
اليربوع المصري الكبير أو اليربوع الكبير  (الاسم العلمي: Jaculus orientalis) نوع من القوارض من فصيلة اليربوعيات متوطن في الجزائر، مصر، فلسطين، ليبيا، المغرب وتونس.